# جاي واشنطن
جاي واشنطن (بالإنجليزية: Jay Washington)‏ مواليد 10 نوفمبر 1981 في سان أنطونيو، زامباله، الفلبين، هو لاعب كرة سلة أمريكي. بدأ مسيرته الاحترافية في سنة 2005. يلعب في الرابطة الفلبينية لكرة السلة. يحمل الرقم 23. مثّل منتخب بلاده.

## المسيرة الاحترافية
لعب مع تي إن تي كاتروبا من سنة 2005 إلى 2008، ثم لعب مع سان ميغيل بيرمن من سنة 2008 إلى 2013، ثم لعب مع تي إن تي كاتروبا في موسم 2014–2015.